# Ranunculus zhungdianensis
Ranunculus zhungdianensis är en ranunkelväxtart som beskrevs av Wen Tsai Wang. Ranunculus zhungdianensis ingår i släktet ranunkler, och familjen ranunkelväxter. Inga underarter finns listade i Catalogue of Life.